# 잉글랜드 럭비 유니언 국가대표팀

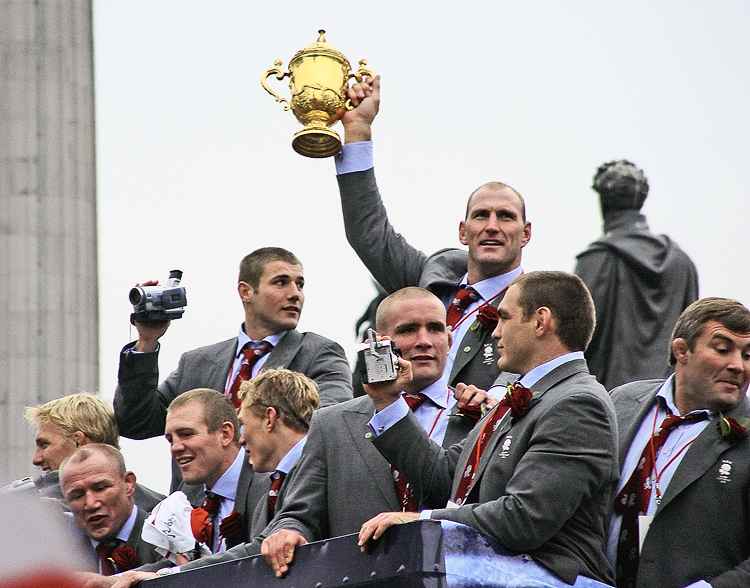

잉글랜드 럭비 유니언 국가대표팀(England national rugby union team)은 잉글랜드 럭비 유니온을 대표하는 팀이다. 식스 네이션스에 참가하며 통산 최다 우승 기록(25회)을 보유하고 있으며 럭비 월드컵의 유일한 북반구 우승팀 (나머지 우승팀인 뉴질랜드, 오스트레일리아, 남아프리카 공화국은 모두 남반구에 위치하고 있다.)이다. 주로 흰색 셔츠를 입고 경기하며 2010년 11월 15일 현재 IRB 국제 랭킹에서 4위를 차지하고 있다. 웨일스 럭비 국가대표팀은 이 팀의 숙명의 라이벌이다.
팀의 역사는 스코틀랜드와 세계 최초의 럭비 유니온 국제 경기가 치러진 1871년으로 거슬러 올라가며 1883년 시작한 홈 내이션스를 지배한다. 1895년 럭비 리그와의 분할이후 1910년에야 다시 우승하였고, 올블랙스와 1905년, 스프링복스와 1906년,그리고 월러비스와 1909년 첫 시합을 갖게 된다.
홈구장은 1910년부터 사용하기 시작한 트위크넘 경기장이며 RFU가 주관하고 현재까지 4명의 선수들이 국제 럭비 명예의 전당에 입성했다.

## 통산 경기
| 상대              | 경기 | 승  | 패  | 무 | 득점  | 실점 | 승률  |
| ----------------- | ---- | --- | --- | -- | ----- | ---- | ----- |
| 아르헨티나        | 17   | 11  | 4   | 2  | 387   | 254  | 64.71 |
| 오스트레일리아    | 41   | 16  | 24  | 1  | 615   | 877  | 39.02 |
| 캐나다            | 11   | 10  | 1   | 0  | 403   | 108  | 90.91 |
| 피지              | 8    | 8   | 0   | 0  | 302   | 121  | 100   |
| 프랑스            | 96   | 52  | 37  | 7  | 1451  | 1156 | 54.17 |
| 조지아            | 2    | 2   | 0   | 0  | 125   | 16   | 100   |
| 아일랜드          | 123  | 70  | 45  | 8  | 1455  | 990  | 56.91 |
| 이탈리아          | 19   | 17  | 0   | 2  | 717   | 227  | 89.47 |
| 일본              | 6    | 6   | 0   | 0  | 191   | 78   | 100   |
| 네덜란드          | 1    | 1   | 0   | 0  | 110   | 0    | 100   |
| 뉴질랜드          | 34   | 6   | 27  | 1  | 424   | 810  | 17.65 |
| 퍼시픽 아일랜더스 | 1    | 1   | 0   | 0  | 39    | 13   | 100   |
| 루마니아          |      | 5   | 0   | 0  | 335   | 24   | 100   |
| 사모아            | 6    | 6   | 0   | 0  | 216   | 91   | 100   |
| 스코틀랜드        | 127  | 67  | 42  | 18 | 1461  | 1093 | 52.76 |
| 남아공            | 32   | 12  | 19  | 1  | 491   | 661  | 37.5  |
| 통가              | 3    | 3   | 0   | 0  | 174   | 47   | 100   |
| 미국              | 7    | 7   | 0   | 0  | 349   | 63   | 100   |
| 우루과이          | 1    | 1   | 0   | 0  | 111   | 13   | 100   |
| 웨일스            | 120  | 55  | 53  | 12 | 1556  | 1345 | 45.83 |
| 전체              | 660  | 356 | 252 | 52 | 10101 | 7667 | 53.94 |